# Youssef El Mazray
Youssef El Mazray, né le 1er juillet 1987 à Settat (Maroc), est un joueur de futsal international marocain. Il est l'actuel sélectionneur adjoint de l'équipe du Maroc des moins de 19 ans, épaulant Mohamed Maouni.

## Biographie

### Carrière en club

#### Formation à Settat et transfert au Chabab Mohammédia (2020-)
Après une formation et des débuts à Settat, Youssef El Mazray rejoint en 2020 le Chabab Mohammédia (SCCM). Au moment de sa signature avec ce dernier, le club vient de voir le jour après fusion par absorption de l'Athletico Kénitra. 
Le SCCM, avec à ses rangs Youssef El Mazray, remporte le championnat les trois saisons qui suivent sa création (saison sportive 2020-2021, 2021-2022 et 2022-2023). Par la même occasion, El Mazray et ses coéquipiers s'offrent la Coupe du Trône (saison 2019-2020) aux dépens du Faucon d'Agadir, mais échouent en finale face au Loukkous Ksar El Kebir (CLKK) lors de l'édition suivante (2020-2021). Finale disputée à Laâyoune le 29 mai 2022.

### En équipe nationale
Youssef El Mazray participe à la Coupe du monde de futsal de 2012 et la Coupe du monde de futsal de 2016. Le 18 septembre 2016, il inscrit son premier but en Coupe du monde face à l'Espagne (défaite, 4-3), malgré une élimination au premier tour.
Après avoir pris part à la préparation pour la CAN 2020, il est sélectionné dans la liste des 24 de Hicham Dguig pour disputer la phase finale du tournoi qui voit le Maroc triompher pour la deuxième fois consécutive après une finale remportée face à l'Egypte sur le score de 5-0,,.
Il participe et remporte la Coupe arabe 2021 en Égypte. Le premier titre pour la sélection marocaine qui avait échoué en finale en 1998 et 2005. 
Le 4 septembre 2021, la fédération marocaine annonce la liste des joueurs qui iront disputer la Coupe du monde en Lituanie. Youssef El Mazray est retenu par Dguig pour défendre les couleurs marocaines. Youssef El Mazray dispute l'ensemble des matchs à la Coupe du monde. Un parcours inédit du Maroc qui franchit dans un premier temps le premier tour pour la première fois de son histoire. Après avoir éliminé le Venezuela, les Marocains se font sortir en quart de finale par les Brésiliens (1-0).
Youssef El Mazray est sélectionné par Hicham Dguig pour participer à la Coupe arabe de futsal 2022 qui a lieu au mois de juin 2022 en Arabie Saoudite où les Marocains parviennent à conserver leur titre,,,.  
Après la Coupe arabe, il prend part avec la sélection à la Coupe des confédérations de futsal en Thaïlande durant le mois de septembre 2022. Compétition que le Maroc remporte pour la première fois en s'imposant face à l'Iran en finale (4-3).

## Palmarès
| Feth Settat (8) | Chabab Mohammedia (4)                                                                                       | Équipe du Maroc (7) |
| --- | --- | --- |
| - Championnat du Maroc (5) : - Champion : 2014, 2015, 2017, 2019 et 2020 - Coupe du Trône (3) : - Vainqueur : 2015-16, 2017-18 et 2018-19 | - Championnat du Maroc (3) : - Champion : 2021, 2022 et 2023 - Coupe du Trône (1) : - Vainqueur : 2019-2020 | - Coupe d'Afrique des nations (2) - Champion : 2016 et 2020 - Tournoi international de Changshu (1) - Vainqueur : 2019 - Finaliste : 2018 - Tournoi international de Poreč (1) - Vainqueur : 2020 - Coupe arabe des nations (2) - Champion : 2021 et 2022 - Coupe des confédérations (1) - Champion : 2022 |